# Bồ kết quả dày
Bồ kết quả dày (danh pháp hai phần: Gleditsia pachycarpa) là một loài thực vật có hoa trong họ Đậu. Loài này được Gagnep. miêu tả khoa học đầu tiên.